# 341e division de fusiliers (1re formation)
Pour les articles homonymes, voir 341e division.
La 341e division de fusiliers (russe : 341-я стрелковая дивизия) est une division d'infanterie de l'Armée rouge pendant la Seconde Guerre mondiale. 
Elle est créée en septembre 1941, en tant que division de fusiliers standard, à Stalingrad. La 341e division est affectée au secteur sud du front germano-soviétique lors de la contre-offensive hivernale. Elle est détruite lors de l'offensive allemande du printemps qui forme la poche d'Izioum et est rapidement dissoute.

## Historique
La division est formée à partir du 1er septembre 1941 dans le district militaire du Caucase du Nord à Stalingrad. C'est une unité « sœur » de la 355e division de fusiliers (ru), qui est formée à peu près au même moment et au même endroit et partage un parcours similaire. Son ordre de bataille de base est le suivant :
- 1139e régiment de fusiliers
- 1141e régiment de fusiliers
- 1143e régiment de fusiliers
- 901e régiment d'artillerie

Le colonel Alexandre Ilitch Chtchaguine reçoit le commandement de la division le jour où elle commence à se former, et il continuera à la commander tout au long de l'existence de cette formation. Le personnel de la division comprend un nombre important de nationalités non russes. En octobre, alors qu'elle est encore à peine entraînée, la division est affectée à la 57e armée, qui est elle-même en train de constituer dans la réserve du haut commandement suprême . En décembre, la division et son armée rejoignent le front du Sud-Ouest, participant à la contre-offensive hivernale qui conduisit à la création du saillant d'Izioum au sud de Kharkov. Fin janvier 1942, la 341e division de fusiliers est transférée à la 9e armée du front du Sud, sur le flanc sud du saillant alors que le front du Sud-Ouest attaque vers Kharkov depuis le nord du saillant. La 341e division occupe toujours cette position le 17 mai, lorsque la 14e Panzerdivision de la 1re Panzerarmee enfonce le flanc de la division (à la jonction avec la 106e division de fusiliers), repoussant ses restes au nord et à l'ouest dans ce qui devint la poche d'Izioum. Alors que la 9e armée continue à inscrire la 341e dans son ordre de bataille jusqu'au 1er juin, elle s'est en fait désintégrée dans les 48 heures suivant l'attaque allemande ; tandis que le colonel Chtchaguine et de nombreux autres soldats ont réussi à s'échapper, la division est effectivement dissoute le 19 mai .